# Kolinovce
Kolinovce (allemand : Kohldorf in der Zips) est un village de Slovaquie situé dans la région de Košice.

## Histoire
Première mention écrite du village en 1312.

## Démographie

### Évolution de la population
| Année:               | 1994. | 2004.   | 2014.   | 2024.   |
| -------------------- | ----- | ------- | ------- | ------- |
| Nombre de personnes: | 540   | 590     | 576     | 580     |
| Différence:          |       | +9,25 % | -2,37 % | +0,69 % |

| Année:               | 2023. | 2024.   |
| -------------------- | ----- | ------- |
| Nombre de personnes: | 576   | 580     |
| Différence:          |       | +0,69 % |